# موشيشي
موشيشي (باليابانية: Mushishi، بالروماجي: 蟲師) هي سلسلة مانغا يابانية للمانجكا يوكي أوروشيبارا. صدرت في مجلة afternoon الشهرية بداية من ديسمبر 2002 حتى أغسطس 2008. تحكي السلسلة عن جينكو، هو طبيب موشي كرس نفسه لحماية الناس من مخلوقات الموشي الخارقة للطبيعة. موشي: اسم الكائنات التي تظهر في الانمي. شي: الشخص المختص، يعني الشخص المختص بمخلوقات الموشي.
تم تحويل السلسلة إلى أنمي من قبل ستوديو أرتلاند وتم بثه في تلفزيون فوجي بين أكتوبر 2005 ويونيو 2006. وتم إطلاقها في أمريكا الشمالية بواسطة فنميشن، من ثم قامت مادمان إنترتنمنت وريفيليشن فيلم بنقلة إلى أستراليا والمملكة المتحدة على التوالي. وقد صدر جزء ثاني للأنمي mushishi Zoku-Sho بين أبريل وديسمبر 2014، وتم نقله إلى أمريكا الشمالية بواسطة Aniplex الأمريكية. وتم إصدار حلقتين خاصتين للأنمي في 2014 وفيلم في 2015. بلإضافة إلى عمل حي من إخراج كاتسوهيرو اوتومو صدر في أواخر 2006. وتم صنع لعبة فيديو وأنواع كثيرة من البضائع ذات الصلة بالعمل.
تم إستقبال هذا العمل بإستحسان كبير من قبل الجمهور والنقاد، وصنفت في كثير من الأحيان في قائمة العشرة الأوائل الأسبوعية من المانغا الأكثر مبيعا، وباعت السلسلة كاملة أكثر من 3,800,000 نسخة. وتلقى الأنمي والمانغا العديد من الجوائز مثل، جائزة طوكيو للأنمي و.

## القصة
تدور أحداث القصة في زمن تخيلي ما بين فترتي إيدو ومييجي، بوجود بعض التكنولوجيا من القرن التاسع عشر مع بقاء اليابان بلدا مغلقا. وتتكلم القصة عن مخلوقات واسعة الانتشار تظهر عادة كمخلوقات خارقة للطبيعة تدعى الموشي. ويشار إليها إنها أقل الكائنات بدائية. ونظرا لطبيعتها فإن معظم البشر لا يستطيعون رؤيتها أو معرفة وجودها، لكن يوجد القليل جدا من البشر الذين يستطيعون رؤيتها والتفاعل معها. أحد هؤلاء هو جينكو بطل السلسلة، الذي أدى صوته في النسخة اليابانية يوتو ناكانو، وفي النسخة الإنجليزية ترافيس ويلينغهام. يعرف جينكو نفسه بأنه طبيب موشي ويسافر من مكان إلى أخر لمساعدة الناس الذين يعانون من مشاكل بسبب مخلوقات الموشي.
المسلسل عبارة عن مغامرات مختلفة في كل حلقة منه، حيث إن العناصر المشتركة فيه هي جينكو والموشي أي عدم وجود قصة متتابعة، لكن هذا لا يعني أنه يمكن مشاهدة الحلقات المتقدمة بدون الأولية فهي سلسلة مترابطة. جينكو هو رجل بعين واحدة خضراء وشعر أبيض، لديه القدرة ليس فقط على رؤية الموشي بل وجذبهم أيضا. بسبب هذا فهو يتجول بإستمرار ويدخن لإبعاد الموشي. يبدو صاحب شخصية اعتيادية لكنه يكون دقيق وجاد جدا في عمله حين يأتي الأمر لحماية الناس وعلاجهم. ويؤكد دائما إن الموشي ليس شريرا عادة لكنه يحاول البقاء على قيد الحياة بأفعاله مثل أي شخص أخر. معظم القصص لا تركز على جينكو شخصيا، لكنها تعتمد عليه كمحفز لسير القصة عن طريق تشخيص أو علاج الأمراض والظواهر المرتبطة بالموشي.

## الإعلام

### المانغا
كتبت ورسمت بواسطة يوكي أوروشيبارا، ظهرت في البداية ك "one shot" (وتعني إن كامل القصة في فصل واحد) في مجلة afternoon الشهرية، في 25-1-1999. لاحقا تم نشرها في مجلة أفتر نون مانغا سينن في الطبعة الخاصة من 1999 حتى 2002. تم بعدها نقلها إلى افترنون الشهرية في 25 ديسمبر 2002، وحتى 25 أغسطس / آب 2008. تم جمع المانغا لاحقا في عشر مجلدات تانكوبون.
وفي سان دييغو كومك كون إنترناشونال، أعلنت ديل ري (Del Rey Manga) بأنهم قد حصلوا على ترخيص لترجمة موشيشي باللغة الإنجليزية في أمريكا الشمالية. نشرت ديل ري المجلد الأول في 30 يناير 2007، وتم إصدار المجلد الأخير، بطبعة جمعت المجلدات 8 إلى 10، في 27 يوليو / تموز 2010. في مارس 2014، أعلنت كودانشا الولايات المتحدة أنها سوف تنشر المانجا بشكل رقمي في نهاية العام. وقد تم ترخيص المانجا أيضا في بعض البلدان مثل فرنسا من قبل "kana"، وفي إيطاليا من قبل ستار كوميكس،  وفي كوريا الجنوبية من قبل Daewon C.I. وفي إسبانيا من قبل نورما ادتوريل.
بالإضافة إلى ذلك، تم نشر فصول إضافية في المجلة في 25 نوفمبر / تشرين الثاني 2013 و25 ديسمبر / كانون الأول 2013، على التوالي. تم تغليفها في مجلد واحد يحمل عنوان موشيشي توكوبيتسو-هن: هيهاموكاج (Mushishi Tokubetsu-hen: Hihamukage) (蟲 師 特別 篇 日 蝕 蝕 む 翳) وأصدر في 23 أبريل / نيسان 2014.

### الأنمي
تم عمل أنمي «موشيشي» من قبل أرتلاند، من إخراج هيروشي ناغهاما، وأنتجته مجموعة تدعى «لجنة إنتاج موشيشي»،  والتي تتكون من «مارفيلوس إنترتنمنت» و«أفيكس إنتيرتينمنت» و«سكاي بيرفيكت ويل ثينك». أول 20 حلقة من المسلسل بثت بين 23 أكتوبر 2005 و12 مارس 2006 على تلفزيون فوجي. تم بث ملخص في 7 مايو 2006 من قبل بي أس فوجي، الذي بث الحلقات الست الأخيرة من 14 مايو إلى 18 يونيو من نفس العام. أصدرت مارفلوس إنتيرتينمنت وأفيكس السلسلة من 25 يناير إلى 27 سبتمبر 2006 في خمسة أقراص دي في دي للبيع. في 28 مارس 2008 تم إطلاق مجموعة دي في دي تحتوي على جميع الحلقات؛ وأعقب ذلك مجموعة البلو راي في 27 مارس 2009.
تم الإعلان عن ترخيص سلسلة الأنمي لإطلاقها لأمريكا الشمالية من قبل فنميشن في يناير 2007.

وللترويج للسلسلة تمت استظافة مخرج السلسلة ناغاهاما في أنمي إكسبو 2007 بين 29 يونيو و2 يوليو.
 تم إصدار المسلسل في ستة أقراص دي في دي بين 31 يوليو 2007 إلى 26 فبراير 2008 من قبل فنميشن، والتي أيضا بثت السلسلة على قنواتها الخاصة، هولو، وجوست، و، وكراكل، وكذلك تم توزيعها إلى خدمة الكابل كومكاست.

أصدرت فينميشن أيضا أربع مجموعات من جميع الحلقات في 16 ديسمبر 2008، في 6 أكتوبر 2009، في 6 يوليو 2010، و8 نوفمبر 2011.
 في المملكة المتحدة، تم إصدار المسلسل بين 22 أكتوبر 2007 و17 نوفمبر 2008 من قبل ريفيليشن فيلمز في ستة أقراص دي في دي. حصلت شركة مادمان إنترتنمنت على حقوق توزيع السلسلة في AVConفي عام 2007،

وأطلقتها في مجموعة من ستة أقراص في 14 يناير 2009 في منطقة بال.

## روابط خارجية
- موشيشي على موقع ANN manga (الإنجليزية)